# New Haven Challenger
Il New Haven Challenger è stato un torneo professionistico di tennis giocato su campi in cemento. Faceva parte dell'ATP Challenger Series. Si giocava annualmente a New Haven negli Stati Uniti.

## Albo d'oro

### Singolare
| Anno | Campione       | Finalista       | Punteggio     |
| ---- | -------------- | --------------- | ------------- |
| 1986 | Brad Pearce    | Ben Testerman   | 1–6, 7–6, 6–0 |
| 1987 | Darren Cahill  | Dan Cassidy     | 6–0, 6–3      |
| 1988 | Vijay Amritraj | Zeeshan Ali     | 6–3, 6–1      |
| 1989 | Todd Martin    | Buff Farrow     | 6–3, 6–4      |
| 1990 | Non disputato  | Non disputato   | Non disputato |
| 1991 | Alex O'Brien   | Stéphane Simian | 6–4, 6–4      |
| 1992 | Jimmy Arias    | Brett Steven    | 7–6, 6–2      |

### Doppio
| Anno | Campioni                          | Finalisti                   | Punteggio     |
| ---- | --------------------------------- | --------------------------- | ------------- |
| 1986 | Marc Flur Brad Pearce             | Rick Leach Tim Pawsat       | 6–2, 6–4      |
| 1987 | Glenn Layendecker Glenn Michibata | Gilad Bloom Brad Pearce     | 3–6, 6–4, 6–2 |
| 1988 | Jeff Klaparda Peter Palandjian    | Zeeshan Ali Chris Bailey    | 6–2, 7–5      |
| 1989 | Brian Garrow Mark Kaplan          | Craig Campbell Miguel Dungo | 6–4, 6–3      |
| 1990 | Non disputato                     | Non disputato               | Non disputato |
| 1991 | Royce Deppe T. J. Middleton       | Ivan Baron Brian MacPhie    | 6–4, 5–7, 6–4 |
| 1992 | Todd Nelson Leander Paes          | Jeremy Bates Byron Black    | 7–5, 2–6, 7–6 |